# Anders Golding
Anders Golding (n. 12 mai 1984, Aalborg, Danemarca) este un trăgător de tir ce a reprezentat Danemarca, medaliat olimpic. A participat la 2 ediții ale Jocurilor Olimpice (2008, 2012) în care a câștigat o medalie de argint.